# Portogallo nella seconda guerra mondiale
Il 1º settembre 1939, allo scoppio della Seconda Guerra Mondiale, il governo portoghese annunciò che l'alleanza anglo-portoghese, lunga 550 anni, sarebbe rimasta in vigore. Tuttavia, gli inglesi non richiesero alcun supporto militare al Portogallo, il quale si configurò così come Paese neutrale. In un aide-mémoire (memorandum) del 5 settembre 1939, il governo britannico confermò l'intesa. Quando l'occupazione tedesca si diffuse in buona parte dell'Europa, il Portogallo divenne una delle ultime vie di fuga europee dai territori occupati. Il Portogallo mantenne la sua neutralità fino al 1944, quando fu firmato un accordo militare per consentire agli Stati Uniti la costruzione di una base militare a Santa Maria (Azzorre). L'accordo segnò il cambiamento dello status del Portogallo da Paese neutrale a non belligerante, in favore degli Alleati.

## Portogallo e la guerra in Europa

### Panoramica
Nel 1939 il Portogallo era governato da António de Oliveira Salazar, l'uomo che nel 1933 aveva fondato l'Estado Novo ("Stato Nuovo"), un regime autoritario corporativista di ispirazione fascista che avrebbe governato il Portogallo fino al 1974. Aveva sostenuto la causa nazionalista spagnola durante la guerra civile, temendo un'invasione comunista del Portogallo, ma si trovava a disagio di fronte alla prospettiva di un governo spagnolo rafforzato da forti legami con l'Asse. La politica di neutralità di Salazar per il Portogallo nella seconda guerra mondiale includeva quindi una componente strategica. Il Paese deteneva ancora molti territori d'oltremare che, a causa del loro scarso sviluppo economico, non avrebbero potuto difendersi adeguatamente da eventuali attacchi militari.
Il 15 maggio 1940, l'importante ruolo di Salazar nella guerra fu riconosciuto dagli inglesi: Douglas Veale, Registrar dell'Università di Oxford, informò Salazar che lo Hebdomadal Council (consiglio esecutivo) dell'Università aveva "deciso all'unanimità nella sua riunione di lunedì scorso, di invitarla [Salazar] per ricevere la Laurea Honoris Causa di Dottore in Diritto Civile".
La decisione di Salazar di confermare l'Alleanza anglo-portoghese permise al Paese lusitano di venire in aiuto degli alleati: nel luglio 1940 circa 2 500 sfollati da Gibilterra furono spediti sull'isola portoghese di Madeira. Contemporaneamente la rivista Life, in un lungo articolo intitolato: "Portogallo: la guerra lo ha reso la porta d'ingresso d'Europa", definì Salazar "un governante benevolo", lo descrisse come "di gran lunga il miglior dittatore del mondo, lui [Salazar] è anche il più grande portoghese dai tempi del principe Enrico il Navigatore", e aggiunse che "il dittatore ha costruito la nazione". Life dichiarò inoltre che "la maggior parte di ciò che è buono nel Portogallo moderno può essere attribuito al dottor Antonio de Oliveira Salazar (...) Il dittatore è tutto ciò che la maggior parte dei portoghesi non è - calmo, silenzioso, ascetico, puritano, lavoratore instancabile e seduttore. Ha trovato un paese nel caos e nella povertà. Ha equilibrato il bilancio, costruito strade e scuole, demolito i bassifondi, ridotto il tasso di mortalità e aumentato enormemente l'autostima dei portoghesi".
Nel settembre 1940, Winston Churchill scrisse a Salazar congratulandosi con lui per la sua capacità di tenere il Portogallo fuori dal conflitto, affermando che "come spesso in passato, durante i lunghi secoli dell'alleanza anglo-portoghese, gli interessi britannici e portoghesi combaciano su questa questione vitale".
Nonostante la neutralità portoghese, nel dicembre 1941, Timor portoghese fu occupata da forze australiane e olandesi, nel timore di un'invasione giapponese. La reazione di Salazar fu violenta: il dittatore protestò, affermando che gli alleati avevano violato la sovranità del Portogallo mettendone a repentaglio la neutralità. Una forza di guarnigione portoghese (circa 800 uomini) fu quindi inviata dall'Africa Orientale per assumere la difesa di Timor Est, ma non arrivò in tempo perché il 20 febbraio 1942 i giapponesi iniziarono a sbarcare truppe sull'isola, segnando l'inizio della battaglia di Timor.

### Azzorre
Il Portogallo è riuscito a rimanere neutrale nonostante le enormi pressioni da entrambe le parti. Sia gli Alleati che l'Asse cercavano di controllare le isole Azzorre, strategicamente importanti per il controllo dell'Alto Atlantico. Salazar era particolarmente preoccupato per una possibile invasione tedesca attraverso la Spagna e non voleva provocare Hitler, né voleva dare alla Spagna un pretesto per schierarsi con l'Asse e invadere il Paese lusitano. Nell'altro schieramento, sia la Gran Bretagna che gli Stati Uniti escogitarono diversi piani per creare basi aeree nelle Azzorre, indipendentemente dall'approvazione del Portogallo, ma nessuno di questi piani fu mai messo in atto.
Nel 1942 alla base aerea di Lajes sulle Azzorre fu assegnato il nome di Base Aerea nº 4: il governo portoghese ampliò la pista inviandovi truppe e attrezzature, compresi gli aerei da caccia Gloster Gladiator. L'attività militare nelle Azzorre è cresciuta col ruolo dei Gladiator nella protezione di convogli alleati, oltre che nelle missioni di ricognizione e nei voli a scopi meteorologici.

Nell'agosto 1943, il Portogallo firmò un accordo luso-britannico che affittò le basi nelle Azzorre agli inglesi. Questo fu un punto di svolta fondamentale nella Battaglia dell'Atlantico che consentì agli Alleati di fornire copertura aerea ai loro convogli all'interno del cosiddetto Mid-Atlantic gap, aiutandoli a cacciare gli U-Boot in una zona precedentemente fuori dai raggi d'azione delle loro forze aeree. Churchill sorprese i membri del parlamento quando disse che avrebbe usato un trattato del XIV secolo: molti parlamentari non erano infatti a conoscenza del fatto che il Portogallo e l'Inghilterra avessero la più antica alleanza operativa del mondo, il trattato anglo-portoghese del 1373. Churchill ha concluso il suo discorso dicendo:
Colgo l'occasione per mettere a verbale l'apprezzamento da parte del governo di Sua Maestà, che non ho dubbi è condiviso dal Parlamento e dalla nazione britannica, dell'atteggiamento del governo portoghese, la cui lealtà nei confronti del loro alleato britannico non ha mai vacillato nelle ore più buie della guerra.
Pochi mesi dopo, il 1º dicembre 1943, i rappresentanti militari britannici e statunitensi della RAF presso la base aerea di Lajes firmarono un accordo che delineava i ruoli e le responsabilità delle forze aeree dell'esercito (USAAF) e della Marina degli Stati Uniti (USN). L'accordo stabiliva linee guida e limitazioni per gli Stati Uniti per il trasporto di aerei in Europa attraverso la base aerea in cambio del loro supporto agli inglesi nel migliorare ed estendere le strutture esistenti a Lajes: immediatamente dopo la firma dell'accordo gli aerei da trasporto iniziarono ad atterrare nella base.
Nel 1944, il Portogallo firmò un accordo con gli Stati Uniti volto a consentire l'uso delle strutture militari nelle Azzorre. Le forze americane costruirono una piccola base aerea sull'isola di Santa Maria. Alla fine di giugno 1944 più di 1 900 aerei americani avevano transitato dalla base di Lajes: utilizzandola, il tempo di volo relativo alla rotta tra Brasile e Africa occidentale si ridusse quasi della metà, passando da 70 a 40 ore.
Lajes servì anche come scalo e base di rifornimento per la prima traversata transatlantica di dirigibili non rigidi. La Marina degli Stati Uniti inviò sei dirigibili della classe K della Goodyear dalla base di South Weymouth, nel Massachusetts, via Argentia (sull'isola di Terranova), alla base aerea di Lajes prima di raggiungere la destinazione finale a Port Lyautey, nel Marocco francese. Da lì, i dirigibili dello squadrone ZP-14 della USN (Blimpron 14) condussero una guerra antisommergibile notturna (ASW), sorvegliando gli U-Boot tedeschi intorno allo Stretto di Gibilterra tramite un rilevatore di anomalie magnetiche. 
Nel 1945, due dirigibili sostitutivi ZP-14 furono inviati da Weeksville, nella Carolina del Nord, alla base aerea di Lajes prima di proseguire per Port Lyautey.
La base di Lajes continuò ad essere utilizzata a pieno regime fino al termine del conflitto, ma servì anche successivamente per le operazioni militari congiunte di Stati Uniti e Portogallo: durante la Guerra Fredda, gli squadroni anti-sottomarini di P-3 Orion della Marina degli Stati Uniti pattugliavano il Nord Atlantico alla ricerca di sottomarini sovietici e navi spia di superficie. La base si trova su un altopiano nell'angolo nord-orientale dell'isola di Terceira.

### Tungsteno
Il Portogallo permise al Regno Unito di commerciare e ricevere credito in sterline, consentendo agli inglesi di ottenere beni vitali, nella loro economia di guerra, in un momento in cui erano a corto sia d'oro che di escudos; durante il conflitto, invece, tutti i paesi rimasti neutrali scambiavano le loro valute soltanto con l'oro. In base a questo accordo, nel 1945, gli inglesi dovevano al Portogallo l'equivalente in dollari di 322 milioni.
Un'altra questione delicata era il commercio del tungsteno. In seguito all'invasione dell'Unione Sovietica, la Germania divenne dipendente da Spagna e Portogallo per l'approvvigionamento di questo metallo, necessario alla produzione di munizioni da guerra. Per mantenere la neutralità, il Portogallo istituì un rigoroso sistema di quote di esportazione nel 1942. Questo concetto di neutralità attraverso la divisione equa dei prodotti forniti ai belligeranti era diverso da quello dei paesi neutrali del Nord Europa, che si adeguarono sulla base delle "normali forniture prebelliche". Tuttavia, nel gennaio 1944, gli alleati iniziarono a fare pressioni su Salazar per bloccare le vendite del metallo alla Germania. Il Portogallo resistette difendendo il suo diritto, come paese neutrale, di commerciare con chiunque, temendo anche ritorsioni tedesche.
Le paure di Salazar non erano infondate per via dei precedenti. Nonostante la neutralità portoghese, il piroscafo Ganda era stato silurato e affondato dai tedeschi nel giugno 1941. Il 12 ottobre 1941 la nave Corte Real fu fermata per essere ispezionata dall'equipaggio dell'U-83 80 miglia a ovest di Lisbona: l'U-Boot aprì poi il fuoco contro l'imbarcazione con il cannone sul ponte, incendiandola, e infine la finì con due siluri. Il 14 dicembre 1941 il Cassequel fu colpito a poppa da uno dei due siluri dell'U-108 a circa 160 miglia a sud-ovest di Capo di San Vincenzo, nel Portogallo meridionale, e affondò immediatamente. Anche la Serpa Pinto fu fermata e abbordata il 26 maggio 1944 nel medio Atlantico dal sottomarino tedesco U-541, ma alla fine la nave fu autorizzata a procedere dopo che le autorità navali tedesche rifiutarono di approvare il suo affondamento. Il 5 giugno 1944, poco prima dell'invasione della Normandia, a seguito delle minacce di sanzioni economiche da parte degli Alleati, il governo portoghese optò per un embargo completo sulle esportazioni di tungsteno a tutti i contendenti, cosa che creò 100 000 disoccupati nel Paese lusitano.

### Il ruolo del Portogallo nel mantenere la Spagna neutrale
Pochi giorni prima della fine della guerra civile spagnola, il 17 marzo 1939, il Portogallo e la Spagna firmarono il Patto Iberico, un trattato di non aggressione che segnò l'inizio di una nuova fase nelle relazioni tra i due paesi. Gli incontri tra Franco e Salazar svolsero un ruolo fondamentale in questo nuovo assetto politico. Un protocollo aggiuntivo al patto fu firmato il 29 luglio 1940, dopo la caduta della Francia. Il patto si rivelò uno strumento decisivo per tenere la penisola iberica fuori dal sistema continentale di Hitler.

Nel novembre 1943 Sir Ronald Campbell, ambasciatore britannico a Lisbona, scrisse:
la rigorosa neutralità era il prezzo che gli Alleati pagavano per i benefici strategici derivanti dalla neutralità del Portogallo e che se la sua neutralità invece di essere rigorosa fosse stata più benevola a favore degli Alleati, la Spagna si sarebbe inevitabilmente gettata anima e corpo tra le braccia della Germania. Se ciò fosse accaduto sarebbe stata occupata la Penisola e poi il Nord Africa, con il risultato che l'intero corso della guerra sarebbe stato alterato a vantaggio dell'Asse.
Il diplomatico britannico Sir George Rendell affermò che il governo repubblicano portoghese di Bernardino Machado era 
molto più difficile da trattare come alleato durante la prima guerra rispetto all'infinitamente migliore governo neutrale di Salazar nella seconda.
Un'opinione simile è condivisa da Carlton Hayes, l'ambasciatore americano a Madrid durante la seconda guerra mondiale, che scrive nel suo libro Wartime Mission in Spain:
[Salazar] non sembrava un dittatore regolare. Piuttosto, sembrava un gentiluomo e studioso modesto, silenzioso e molto intelligente ... letteralmente trascinato da una cattedra di economia politica nella venerabile università di Coimbra una dozzina di anni prima per sistemare le finanze del Portogallo, e il quasi miracoloso successo in questo compito aveva portato ad affidargli altre importanti funzioni, comprese quelle di ministro degli esteri e di costituzionalista.
Hayes apprezzò molto i costanti sforzi del Portogallo di attirare la Spagna in un blocco peninsulare veramente neutrale, un contributo incommensurabile, in un momento in cui la Gran Bretagna e gli Stati Uniti avevano molta meno influenza, nel contrastare la propaganda e le lusinghe dell'Asse.

### Paradiso per i rifugiati
Si stima dai centomila a un milione il numero di profughi fuggiti attraverso il Portogallo durante la guerra; un numero impressionante considerando la popolazione del paese in quel momento (circa 6 milioni). "Nel 1940 a Lisbona, la felicità è stata messa in scena in modo che Dio potesse credere che esistesse ancora", scrisse lo scrittore francese Antoine de Saint-Exupéry. La capitale portoghese divenne un simbolo di speranza per molti rifugiati. Persino Ilsa e Rick, gli amanti sfortunati nel film Casablanca, avevano cercato un biglietto per quel "grande punto di imbarco". Migliaia di persone in città provarono ad ottenere i documenti necessari per espatriare negli Stati Uniti o in Palestina, ma non tutti ebbero fortuna.
Il 26 giugno 1940, quattro giorni dopo la capitolazione della Francia, Salazar autorizzò il trasferimento da Parigi a Lisbona della sede della Hebrew Immigrant Aid Society (HIAS-HICEM). Secondo la comunità ebraica di Lisbona, Salazar tenne in grande considerazione Moisés Bensabat Amzalak - guida della comunità ebraica della capitale portoghese per 52 anni, dal 1926 al 1978 -, agevolandolo nel compito di aiutare i suoi correligionari.
 Nel luglio 1940, la popolazione civile di Gibilterra fu evacuata a causa dei previsti attacchi dalla Germania e dall'Italia. All'epoca, l'isola portoghese di Madeira ospitò circa 2 500 sfollati di Gibilterra, per lo più donne e bambini, che arrivarono a Funchal tra il 21 luglio e il 13 agosto 1940, rimanendovi fino alla fine delle ostilità. Nel 2010 a Gibilterra è stato commissionato un monumento simbolo di apprezzamento perenne da parte del suo popolo per quello di Madeira: è stato posto accanto a una cappella nel parco di Santa Catarina a Funchal.
Il console generale portoghese a Bordeaux, Aristides de Sousa Mendes, aiutò un numero indeterminato di rifugiati. Il rilascio di visti contravvenendo alle istruzioni era diffuso nei consolati portoghesi in tutta Europa, sebbene alcuni casi fossero direttamente autorizzati da Salazar. L'ambasciatore portoghese a Budapest, Carlos Sampaio Garrido, aiutò circa 1 000 ebrei ungheresi nel 1944. Insieme a Carlos de Liz Teixeira Branquinho, sotto la guida diretta di Salazar, affittarono case e appartamenti per salvare i rifugiati dalla deportazione. Il 28 aprile 1944, la Gestapo ungherese fece irruzione nella casa dell'ambasciatore e arrestò i suoi ospiti. Anche l'ambasciatore, che resistette fisicamente alla polizia, venne arrestato, ma riuscì in seguito a far liberare i suoi ospiti per motivi di extraterritorialità delle delegazioni diplomatiche. Nel 2010, Garrido fu riconosciuto come Giusto tra le nazioni da Yad Vashem. Fra gli altri portoghesi che salvarono ebrei durante il conflitto si ricordano il professor Francisco Paula Leite Pinto e Augusto Isaac de Esaguy.
Lo storico Carlton Hayes, ambasciatore americano a Madrid durante la guerra, scrisse di un "numero prodigioso di profughi" che iniziò ad affluire in Spagna nel novembre e nel dicembre 1942. La maggior parte erano francesi, affamati, senza soldi né vestiti, e Hayes scrisse circa l'intervento decisivo dell'ambasciatore portoghese Pedro Teotónio Pereira a favore dei 16 000 profughi militari francesi che nel 1943 tentavano di recarsi dalla Spagna al Nord Africa per unirsi alle forze alleate. In quel gruppo erano inclusi anche polacchi, olandesi e belgi, la maggior parte dei quali erano soldati o aspiranti soldati. In particolare, secondo Hayes, i polacchi erano quelli che poi sarebbero stati destinati a compiere imprese brillanti nella successiva campagna d'Italia.

### Volontari portoghesi combattenti contro l'Unione Sovietica
Con l'inizio dell'operazione Barbarossa, molte reclute non tedesche da Francia, Spagna, Belgio, territorio della Cecoslovacchia occupata, Ungheria e Balcani parteciparono all'invasione dell'Unione Sovietica da parte della Germania. Gli stranieri che prestarono servizio nelle Waffen-SS furono circa 500 000, compresi quelli che furono sottoposti a pressioni o arruolati coattamente. Un numero stimato di 159 volontari portoghesi combatterono per l'Asse nella seconda guerra mondiale, principalmente nella División Azul spagnola. Erano per lo più volontari veterani della guerra civile spagnola, i cosiddetti Viriatos, ed erano essenzialmente mercenari avventurosi o nazionalisti fascisti portoghesi che combattevano la minaccia comunista e bolscevica.

## Portogallo e la guerra del Pacifico

### Macao
La colonia di Macao si trovò isolata in seguito alla caduta di Hong Kong nel dicembre 1941. Ciò portò a carenze alimentari per il resto della guerra che contribuirono a un alto tasso di morte per denutrizione.
Benché il Giappone non abbia mai invaso Macao, le sue forze attaccarono una nave mercantile britannica ancorata al largo della colonia nell'agosto 1943 ed uccisero 20 membri del suo equipaggio. Il governo di Macao fu successivamente costretto ad accettare la presenza di "consiglieri" giapponesi, a riconoscere l'autorità giapponese nella Cina meridionale e a ritirare la guarnigione della colonia da diverse basi. Inoltre, il governo di Macao dovette scambiare alcune armi difensive della colonia con cibo ed accettò di vendere carburante all'aviazione giapponese all'inizio del 1945.
Il 16 gennaio 1945 aerei della marina americana attaccarono Macao come parte dell'Operazione Gratitude nel Mar Cinese Meridionale. Gli obiettivi principali furono i depositi di carburante e una stazione radio nei pressi del forte di Dona Maria II, ma furono danneggiate anche le aree urbane e il porto della colonia. Aerei americani attaccarono accidentalmente Macao e il suo porto il 25 febbraio e l'11 giugno 1945. Dopo la guerra il governo degli Stati Uniti pagò un risarcimento per i danni.

### Timor Est
Il 17 dicembre 1941, in seguito all'attacco giapponese a Pearl Harbor, le truppe olandesi e australiane sbarcarono a Timor portoghese, in violazione della sovranità portoghese. Salazar denunciò l'operazione alleata come un'invasione di un territorio neutrale. Il 20 febbraio 1942 il Giappone invase l'isola di Timor, dichiarando di averlo fatto per autodifesa.

## Le operazioni militari che hanno minacciato la neutralità portoghese

### Dell'Asse
Oltre alle operazioni Felix e Isabella, mai eseguite, il 12 novembre 1940 Hitler emanò la Direttiva del Führer n. 18, che delineava il piano per invadere il Portogallo se le forze britanniche vi avessero messo piede. Il dittatore nazista aggiunse: 
Chiedo inoltre che venga preso in considerazione il problema dell'occupazione di Madeira e delle Azzorre, insieme ai vantaggi e agli svantaggi che ciò comporterebbe per la nostra guerra marittima e aerea. I risultati di queste indagini devono essere presentati al più presto possibile.

### Dagli alleati

#### Operazione Alacrity
Operazione Alacrity era il nome in codice per una proposta di occupazione alleata delle isole Azzorre. Le isole avevano grande valore strategico nel contrasto agli U-Boot tedeschi. Salazar era particolarmente preoccupato per una possibile invasione tedesca attraverso la Spagna e non voleva provocare Hitler, né dare alla Spagna un pretesto per schierarsi con l'Asse e invadere il Portogallo, data l'importanza strategica delle Azzorre. La Gran Bretagna e gli Stati Uniti elaborarono piani per creare basi aeree indipendentemente da un accordo col Portogallo. I piani non furono mai messi in atto e invece, nel 1943, la Gran Bretagna ottenne dal Portogallo con la diplomazia di stabilirvi delle basi. Il progetto dell'operazione Alacrity venne preceduto dal War Plan Grey.

#### War Plan Gray
Il War Plan Gray era un piano statunitense per l'invasione delle Azzorre nel 1940-1941, uno dei cosiddetti "color-coded war plans" creati all'inizio del XX secolo. Il 22 maggio 1941, il presidente Franklin D. Roosevelt ordinò all'esercito e alla marina degli Stati Uniti di redigere un piano ufficiale per occupare le Azzorre portoghesi. Approvato dallo stato maggiore congiunto il 29 maggio, il War Plan Gray avrebbe richiesto una forza da sbarco di 28 000 uomini, per metà della marina e per metà dell'esercito.

## Spionaggio
Diversi rapporti d'intelligence statunitensi chiamarono Lisbona "La Capitale dello spionaggio". Tuttavia, la PVDE (la polizia segreta portoghese) mantenne sempre una posizione neutrale verso l'attività di spionaggio estero, a patto che non vi fosse alcuna interferenza nella politica interna portoghese. Scrittori come Ian Fleming (il creatore di James Bond) ebbero base lì, mentre altre personalità di spicco come il duca di Windsor e la famiglia reale spagnola trascorsero il loro esilio a Estoril. Spie tedesche tentarono di acquisire informazioni sulle rotte transoceaniche dei navigli per aiutare i loro sottomarini a combattere la battaglia dell'Atlantico. Lo spagnolo Joan Pujol García, meglio conosciuto con il nome in codice Garbo, fece servizio di disinformazione contro i tedeschi, sperando di accelerare la fine del regime di Francisco Franco. Era stato reclutato dagli inglesi come agente doppiogiochista, mentre a Lisbona, al contrario, William Colepaugh, un americano traditore, era stato reclutato come agente da parte dei tedeschi, quando la sua nave era attraccata al porto della capitale portoghese. Venne quindi sbarcato nel Maine dall'U-Boot U-1230, prima di essere catturato.
Nel 1941 John Beevor, il capo dello Special Operations Executive (SOE) a Lisbona, istituì una rete di intelligence sotterranea con l'obiettivo di svolgere compiti di sabotaggio in caso di invasione tedesca del Portogallo. Gli obiettivi da distruggere immediatamente erano raffinerie di petrolio, ferrovie, ponti e impianti industriali e minerari. La polizia portoghese scoprì che la rete di Beevor comprendeva diversi membri portoghesi "anti-Salazar", cosa che irritò le autorità lusitane. Salazar sospettò che il legame fra gli inglesi ed i suoi avversari avesse potuto nascondere un tentativo di installare a Lisbona un'alternativa "democratica" al suo regime disposta a portare il paese sotto l'influenza britannica. Il dittatore informò dunque l'ambasciatore britannico di voler vedere teste rotolare e finì per chiedere il ritiro di Beevor. Nonostante l'incidente, il capitano Agostinho Lourenço, fondatore e primo capo della PVDE, guadagnò una certa reputazione presso gli osservatori britannici, cosa testimoniata da un rapporto confidenziale, generato dall'ambasciata inglese, che suggeriva una sua tendenza "filo-britannica". Lourenço mantenne sempre un buon rapporto con l'MI6, rapporto che in seguito, nel 1956, lo aiutò a diventare presidente dell'Organizzazione internazionale della polizia, l'Interpol.
Nel giugno del 1943 un aereo commerciale di linea, che trasportava l'attore Leslie Howard, fu abbattuto sopra il Golfo di Biscaglia dalla Luftwaffe dopo il decollo da Lisbona, forse perché spie tedesche nella capitale portoghese ritenevano che il primo ministro britannico Winston Churchill fosse a bordo.

## Conseguenze
Salazar rimase ostinatamente fedele alla sua "neutralità giuridica" fino alla fine della guerra. Alla morte di Hitler, seguendo il protocollo, fece disporre le bandiere a mezz'asta. Permise anche all'ambasciatore tedesco Hoyningen-Huene di stabilirsi definitivamente nei dintorni di Lisbona, dove visse per parte della sua pensione. Il Portogallo continuò ad accogliere i rifugiati dopo la guerra: l'ultimo re d'Italia Umberto II visse 37 anni in esilio a Cascais; il conte e la contessa di Barcellona, l'erede al trono spagnolo Giovanni di Borbone e sua moglie Maria Mercedes, furono esiliati a Estoril, una frazione di Cascais, il 2 febbraio 1946; successivamente, in aprile, furono raggiunti dai loro figli Pilar, Juan Carlos (il futuro re Juan Carlos di Spagna), Margarita e Alfonso. Anche Calouste Gulbenkian, il magnate armeno del petrolio noto come "Mister 5%", scelse il Portogallo come luogo in cui stabilirsi. In un'operazione organizzata dalla Caritas Portogallo dal 1947 al 1952, 5 500 bambini austriaci, la maggior parte dei quali orfani, furono trasportati in treno da Vienna a Lisbona e poi affidati a famiglie portoghesi.
Il Portogallo è sopravvissuto agli orrori della guerra e, per commemorare il fatto che fosse stato risparmiato dalle distruzioni belliche, nel 1959 fu costruito il monumento al Cristo Rei ad Almada, che domina Lisbona.
Nonostante il carattere autoritario del regime, il Portogallo non ha sperimentato lo stesso isolamento internazionale della Spagna franchista dopo la seconda guerra mondiale. A differenza di questa, il Portogallo di Salazar fu tra i paesi beneficiari del Piano Marshall (1947-1948), considerato l'appoggio che diede agli Alleati durante la fase finale della guerra. Inoltre, sempre a differenza della Spagna, è stato uno dei 12 membri fondatori della NATO nel 1949.